# União das Freguesias de Campo e Tamel (São Pedro Fins)
União das Freguesias de Campo e Tamel (São Pedro Fins), kurz Campo e Tamel (São Pedro Fins), ist eine Gemeinde (Freguesia) im Kreis Barcelos im Norden Portugals.
In der Gemeinde leben 1.521 Einwohner auf einer Fläche von 4,81 km² (Stand nach Zahlen von 2011).
Die Gemeinde entstand im Zuge der Gebietsreform in Portugal am 29. September 2013 durch Zusammenlegung der beiden bisherigen Gemeinden Campo und São Pedro de Fins de Tamel. Campo wurde Sitz der Gemeinde.